# DC Szuperállatok Ligája
A DC Szuperállatok Ligája (eredeti cím: DC League of Super-Pets) 2022-ben bemutatott amerikai 3D-s számítógépes animációs szuperhős-filmvígjáték, amelyet Jared Stern rendezett. A film Stern első filmrendezése. A forgatókönyvet Stern és John Whittington írták, gyártója a Warner Animation Group. A szinkronhangok között olyan nevek szerepelnek, mint Dwayne Johnson, Kevin Hart, Kate McKinnon, John Krasinski, Vanessa Bayer, Natasha Lyonne, Diego Luna, Thomas Middleditch, Ben Schwartz és Keanu Reeves. A film a DC Comics Szuperállatok Ligája nevű szuperhőscsapatának történetén alapul.
A filmet az Amerikai Egyesült Államokban 2022. július 29-én, míg Magyarországon egy nappal korábban mutatták be szinkronizálva a mozikban az InterCom Zrt. forgalmazásában.

## Cselekmény
Amikor az Igazság Ligáját elkapja Lex Luthor, Superman kutyája, Krypto összehoz egy menhelyi állatokból álló szupercsapatot.

## Szereplők
| Szereplő                       | Eredeti hang       | Magyar hang            |
| ------------------------------ | ------------------ | ---------------------- |
| Krypto, a szuperkutya          | Dwayne Johnson     | Galambos Péter         |
| Black Adam                     | Dwayne Johnson     | Galambos Péter         |
| Anubisz                        | Dwayne Johnson     | Galambos Péter         |
| Ace, a denevéreb               | Kevin Hart         | Csőre Gábor            |
| Lulu                           | Kate McKinnon      | Gubik Petra            |
| Kal-El / Clark Kent / Superman | John Krasinski     | Makranczi Zalán        |
| Röfi                           | Vanessa Bayer      | Gáspár Kata            |
| Merton                         | Natasha Lyonne     | Nyakó Júlia            |
| Chip                           | Diego Luna         | Seder Gábor            |
| Keith                          | Thomas Middleditch | Kovács Lehel           |
| Mark                           | Ben Schwartz       | Karácsonyi Zoltán      |
| Bruce Wayne / Batman           | Keanu Reeves       | Schneider Zoltán       |
| Lex Luthor                     | Marc Maron         | Rába Roland            |
| Lois Lane                      | Olivia Wilde       | Kéri Kitty             |
| Wonder Woman / Diana hercegnő  | Jameela Jamil      | Dobó Kata              |
| Arthur Curry / Aquaman         | Jemaine Clement    | Horváth-Töreki Gergely |
| Barry Allen / Flash            | John Early         | Liu Shaolin Sándor     |
| Victor Stone / Cyborg          | Daveed Diggs       | Liu Shaoang            |
| Jessica Cruz / Zöld Lámpás     | Dascha Polanco     | Pikali Gerda           |
| Eb-El                          | Keith David        | Borbiczki Ferenc       |
| Mercy Graves                   | Maya Erskine       | Bánfalvi Eszter        |
| Jor-El                         | Alfred Molina      | Dévai Balázs           |

## A film készítése
A film animációját az Animal Logic stúdió készítette.
A filmzenét Steve Jablonsky szerezte.

## Marketing
2022. május 24-én a Warner Bros. Consumer Products és a DC Comics bejelentette, hogy a film által inspirált árucikkek kerülnek forgalomba. A két cég a Fisher-Price-szal kooperált.

## Bemutató
2019 januárjában bejelentették, hogy 2021. május 21-én tervezik bemutatni a filmet. A megjelenési dátumot később eltolták 2022. május 20-ra, a Mátrix: Feltámadások, egy másik WB-film javára, amelyben szintén Reeves volt a főszereplő. Ezután 2022. július 29-re tolódott (a Black Adam megjelenését is figyelembe véve, amelyben szintén Johnson játszik), a Warner Bros. más filmjei mellett, amelyeket a gyártási késések miatt kellett elhalasztani. A film premierjére július 27-én került sor. A film a mozibemutató után 45 nappal később lett elérhető az HBO Max szolgáltatáson.

## Videójáték
A film alapján készült DC League of Super-Pets: The Adventures of Krypto and Ace című videojátékot a DC FanDome során jelentették be, és 2022. július 15-én jelent meg.